# メイプル (商業施設)
メイプル（Maple）は、岩手県奥州市水沢にあった東西2棟からなる複合商業施設。水沢市の市の木である楓から「メイプル」と名付けられた。
前身のショッピングシティメイプルについても記載する。

## 概要
市街地再開発事業によって1985年に開店した「ショッピングシティメイプル」が、核店舗の撤退を理由に2005年を以って閉店したことを受け、営業譲渡された水沢クロス開発が行政などからのバックアップを受けて2006年にリニューアルオープンした複合商業施設である。水沢駅からほど近い場所に位置しており、奥州市内では随一の店舗規模を誇っていた。核店舗を中心に多数のテナントが入居していた地上4階・地下1階建ての東館と、自走式駐車場が大分部を占め、行政施設が入居する地上5階建ての西館で構成される。
ショッピングシティメイプルの開店当時から進行していた小売店の郊外進出による中心市街地の衰退や利用客の流失のほか、小売業の競争激化により核店舗をはじめとしたテナントの撤退で経営状況が悪化していた。また、人口減少の加速などにより客足が伸び悩んでいた最中のコロナ禍に伴う売り上げ減少や電気代の高騰などが追い打ちをかけ、2023年4月を以って二度目の閉店に至った。

## 歴史

### ショッピングシティメイプル時代
経済環境や消費者の変化により、水沢市中心部にある横町商店街の業況が停滞し始めていたことから、1977年（昭和52年）2月に市街地再開発法に基づく横町一番街整備構想を発表したのが始まりである。1979年（昭和54年）9月に準備組合を設立し、1981年（昭和56年）3月に横町一番街市街地再開発組合を設立した。同組合が総事業費54億円を投じ、1985年（昭和60年）11月13日に核店舗のジャスコ水沢店と地元で展開する専門店60店舗が出店し、水沢中央ビル運営の「ショッピングシティメイプル」として開店した。
以後、水沢市街地の象徴的な施設として1993年（平成5年）には年間約80億円の売上高を記録したが、核店舗であるジャスコが1996年（平成8年）に隣接する前沢町へ出店（ジャスコ前沢店）したのを機に売上が減少した。その後は売上が最盛期の6割ほどに落ち込んだことから、2002年（平成14年）6月に水沢中央ビルに対して2005年（平成17年）11月を以って撤退する旨を申し出た。イオンと水沢中央ビルとの協議は平行線の状態が続く中、2004年（平成16年）2月には撤退時期を同年6月下旬に前倒しする方針を打ち出した。同年6月の撤退は免れたものの、2005年（平成17年）5月を以って核店舗の撤退と共に30の専門店も撤退を余儀なくされ、やむなく閉店した。

### メイプル時代
この施設は中心市街地の核施設であり、その再生が中心市街地活性化のためには必要不可欠の重要課題であった。このため、当初の計画にはなかったTMO構想の一つに位置づけ、官民あげての取り組みを行い2006年（平成18年）4月の営業再開（核店舗ジョイス）に漕ぎつけた。
この事業は、中小商業者、水沢市、水沢商工会議所が出資した特定会社「株式会社水沢クロス開発」が事業主体となって、国・県の補助金を得て総事業費7億9629万3千円で実施したものである。また、この事業実施にあたっては、県・市・地元商工団体が事業主体と一体となって「水沢市大型商業施設再生事業促進委員会」を組織して再生事業を支援・促進してきたほか、日本ショッピングセンター協会からの全面的なバックアップも受けた。中心商店街にある大型商業ビルの再生モデルとして全国が期待し、注目していた。
2019年（平成31年）2月24日に閉店したジョイス水沢中央店の跡地にマルイチが同年6月27日に出店した。
近年は老朽化による改修費用や電気料金の値上げ、新型コロナウイルス感染症に伴う売り上げ減少によって資金繰りを悪化させ、2023年4月を以って閉店する旨を表明した。奥州市が再生策を模索しており、閉店後に土地や施設一帯を取得する方針を出した。その後は改修工事などを施した上で民間企業へ譲渡する案が浮上している。

### 年表
- 1977年（昭和52年）2月 - 市街地再開発法に基づく横町一番街整備構想を発表[2]。
- 1979年（昭和54年）9月 - 準備組合を設立[2]。
- 1981年（昭和56年）3月 - 横町一番街市街地再開発組合を設立[2]。
- 1984年（昭和59年）11月 - 施設を着工[14]。
- 1985年（昭和60年）11月13日 - 水沢中央ビル運営の「ショッピングシティメイプル」として開店[2]。核店舗はジャスコ水沢店[2][3][18]。
- 1989年（平成元年） - 東館と西館を繋ぐ連絡通路が竣工[2]。
- 2002年（平成14年）6月 - ジャスコ水沢店（イオン）が水沢中央ビルに対し撤退を表明[16]。
- 2004年（平成16年）3月22日 - 後の運営会社となる、有限会社水沢中央開発を設立[20]。
- 2005年（平成17年）
  - 5月20日 - 核店舗「ジャスコ水沢店」の撤退に伴い、閉店[5][17]。
  - 6月3日 - 有限会社水沢クロス開発が、株式会社へ移行[20]。
- 2006年（平成18年）4月6日 - 施設を改築し、水沢クロス開発運営の「メイプル」として開店[4]。核店舗はジョイス水沢中央店[21]。
- 2019年（平成31年・令和元年）
  - 2月24日 - 核店舗「ジョイス水沢中央店」が撤退[22]。
  - 6月27日 - 核店舗として、業務スーパーを含む「マルイチメイプル店」が出店[18]。
- 2022年（令和4年）
  - 8月8日 - 東館の下りエスカレーターを稼働停止[14]。
  - 10月28日 - 電気料金の値上げや、新型コロナウイルス感染症に伴う売り上げ減少により、運営困難な状況であると表明[14]。
  - 12月31日 - 核店舗「マルイチメイプル店」が撤退[23][24]。
- 2023年（令和5年）
  - 4月1日 - 東館の3・4階フロアと4階駐車場、連絡通路と複数のエレベーター・階段を閉鎖[25]。
  - 4月30日 - 民間テナントとの賃貸契約を解約し、閉店[6][10]。

## 運営会社
株式会社水沢クロス開発（かぶしきがいしゃ みずさわクロスかいはつ）は、岩手県奥州市水沢に本社を置いている日本の企業。2004年3月22日に有限会社水沢中央開発として設立し、後に有限会社水沢クロス開発へ社名変更した。
2005年6月3日には水沢市（現・奥州市）や水沢商工会議所（現・奥州商工会議所）が出資して株式会社へ移行された。
商業施設「メイプル」の運営管理を事業内容としていた。
水沢クロス開発は2023年5月11日に盛岡地方裁判所水沢支部から破産手続開始決定を受けた。

## フロアとテナント

### フロア概要
約30の専門店や施設で構成されていた。西館は、奥州市の行政施設（公共機関）や交流館となっている。
また、両館を繋ぐ連絡通路「スカイブリッジ」が4階部分に設置されているが、2023年4月1日から閉鎖された。
| 階                                                                                                 | 東館                                 | 西館         |
| -------------------------------------------------------------------------------------------------- | ------------------------------------ | ------------ |
| R階                                                                                                |                                      | 屋上駐車場   |
| 5/R階                                                                                              | 屋上駐車場                           |              |
| 4階                                                                                                | レストラン＆アミューズメント・駐車場 | 駐車場(東側) |
| 3階                                                                                                | ライフ、バラエティのフロア           |              |
| 2階                                                                                                | ファッション、バラエティのフロア     | 行政施設     |
| 1階                                                                                                | フード＆ライフベイシックのフロア     | 市交流館     |
| B1階                                                                                               | コミュニティー＆カルチャーのフロア   |              |
| ※西館駐車場の内、1-3階・4階西側・5階は「横町一番街商店街振興組合」の月極駐車場の為、利用不可だった |                                      |              |

### テナント・施設
閉店に先立ち、2023年3月末を以って行政施設（公共機関）を除く大半のテナントが撤退した。

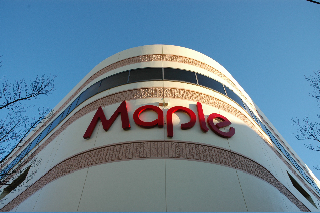
交差点側の店名ロゴ（東館）
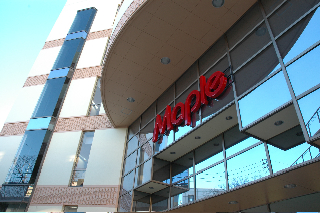
正面出入口外観（東館）
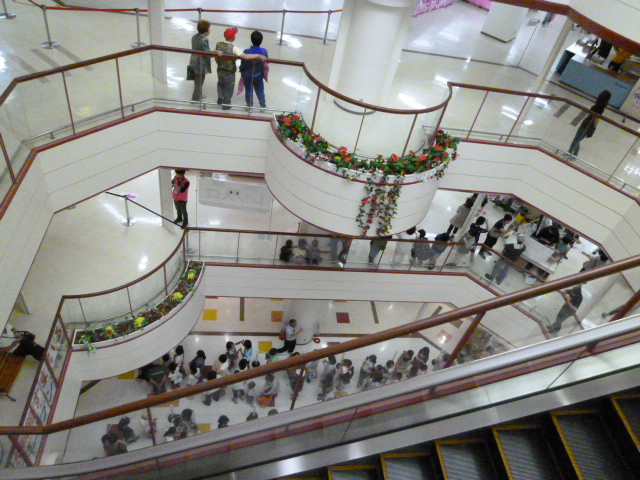
吹き抜け（東館）
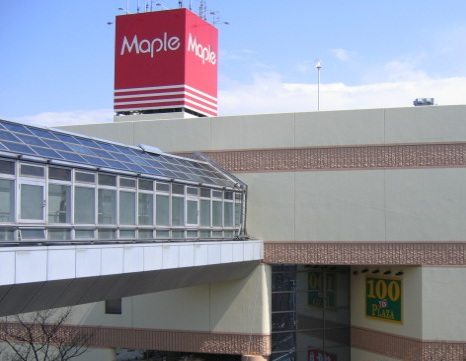
両館を結ぶ連絡通路「スカイブリッジ」

### 西館

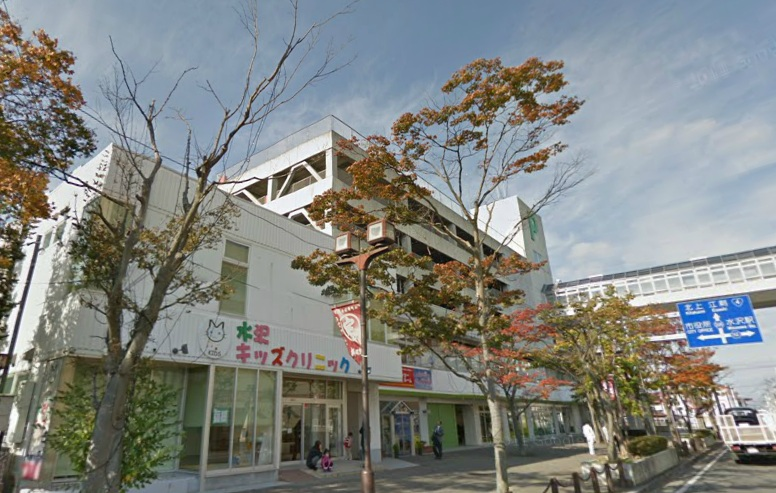
西館外観
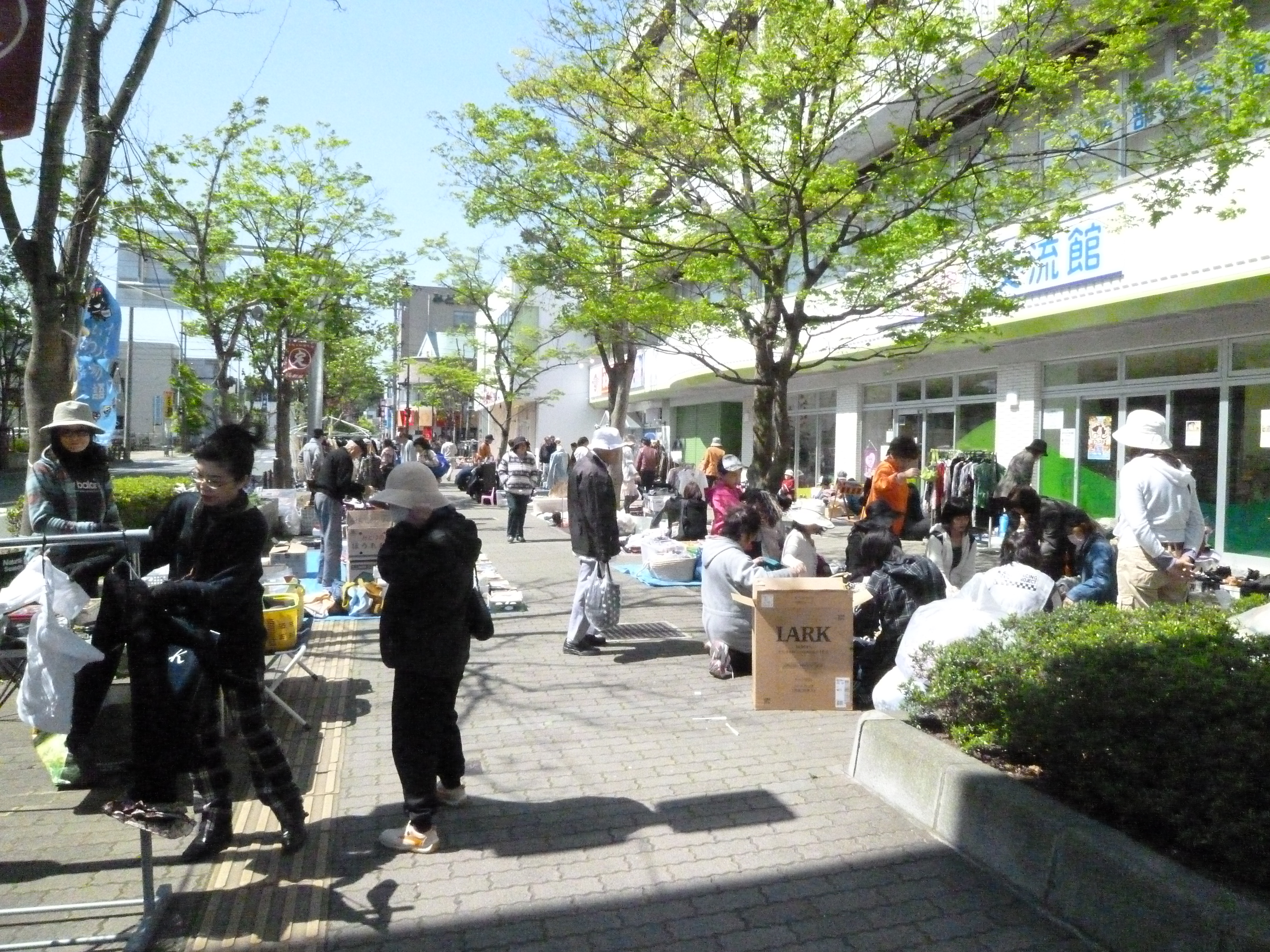
フリーマーケット（西館前）

## アクセス
県道113号・県道226号の交差点（水沢字大町）そばに位置していた。

### 鉄道
- 水沢駅（JR東日本・東北本線）から県道113号経由で徒歩で約6分

### バス
- 「メイプル前」バス停（岩手県交通）から徒歩で約1分

### 自動車
- 東北自動車道 - 奥州スマートICから約6分、水沢ICから約8分

### 駐車場
当施設の駐車場は385台利用可能で、当施設の利用に限らず3時間まで無料で利用可能だった。
| 施設駐車場                                                    | 駐車台数 | 駐車可能時間                              | 備考          |
| ------------------------------------------------------------- | -------- | ----------------------------------------- | ------------- |
| 東館4階駐車場                                                 | 151      | 10:00 - 20:00                             | 高さ制限2.1ｍ |
| 屋上駐車場                                                    | 151      | 8:30 - 21:00（平日） 9:00 - 21:00（休日） | 高さ制限2.1ｍ |
| 西館立体駐車場                                                | 234      | 10:00 - 20:00                             | 高さ制限2.1ｍ |
| ※駐車場や連絡通路の利用時間は、事情により変更する場合があった |          |                                           |               |

## 周辺
- 北日本銀行水沢支店
- 東北銀行水沢支店
- ホテルルートイン奥州